# 구주소나무
구주소나무(歐洲소나무, 학명: Pinus sylvestris 피누스 실베스트리스[*])는 유라시아 원산의 구과목 소나무과의 식물이다. 비교적 짧은 청록색의 잎과 주홍색을 띠는 나무껍질의 조합으로 쉽게 동정할 수 있다.

## 특징

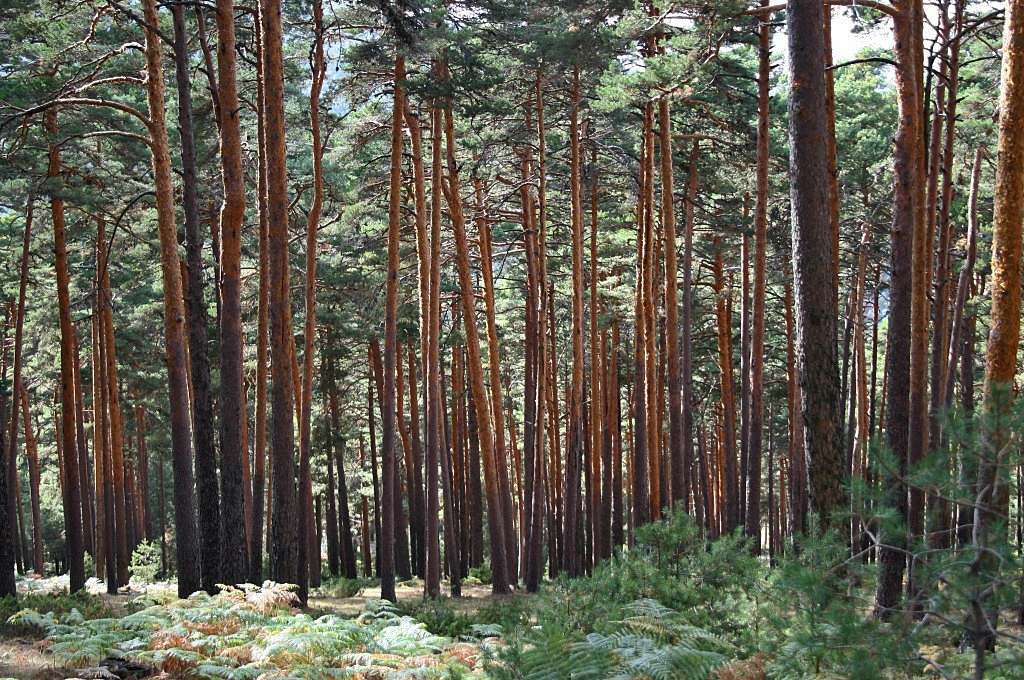
스페인 중부의 시에라 데 과다라마에 위치하는 구주소나무 숲

구주소나무는 늘푸른바늘잎큰키나무로, 다 자랐을 때에 키 최대 35m, 흉고직경 1m에 이른다. 매우 생산적인 곳에서는 높이 45m, 흉고직경 1.7m 이상의 매우 높은 비율을 자랑한다. 기록상 가장 큰 나무는 46.6m로 에스토니아에서 자라고 있는 수령 210년 이상의 구주소나무이다. 수명은 보통 150~300년이다. 가장 오래 산 것으로 기록된 표본목은 핀란드 북부 라플란드에 위치한 나무로, 수령은 760년 이상이다.
나무껍질은 두껍고 얇게 벗겨지며 어릴 때 주홍색을 띠다가, 성목이 되면 회갈색을 띠고 비늘처럼 벗겨지나, 이따금씩 나무의 윗동이 어릴 적 모습을 유지하기도 한다. 성목은 드러나 있는 길다랗고 곧은 줄기 위로 둥글거나 꼭대기가 평평한 잎 덩어리가 있어 구별이 쉽다.
나무순은 연갈색이며, 나선형으로 배열된 비늘 모양의 패턴을 보인다. 성목 위의 바늘잎(針葉)은 연청록색을 띠며, 겨울에는 종종 암녹색에서 암녹황색으로 색이 다양해진다. 길이 2.5~5cm, 너비 1~2mm이고, 5~10mm 크기의 영구적인 회색 기부 엽초를 가진 두 개의 다발로 만들어진다. 활기찬 어린 나무에서는 잎이 두 배로 길어지며, 때때로 튼튼한 나무순 끝에 있는 서너 개의 다발에서 나타나기도 한다. 온대 기후에서는 2~4년, 아북극 지역에서는 최대 9년까지 떨어지지 않는다. 1년 된 묘목은 어린 잎이 달리는데, 한 쌍으로 되어 있지 않으며 길이가 2~3cm이고 납작하고 잎가(葉緣)에는 톱니(缺刻)가 있다.
구과(암구화수)는 꽃가루받이 중일 때에는 붉은색을 띠며 1년 뒤에는 지름 4~8mm의 담갈색을 띠는 둥글은 모습이 되며, 2년 차에는 녹색을 띠는 뾰족한 타원형에서 원추형 사이의 모습을 띠고 최대 크기까지 팽창하며, 다 성숙한 뒤에는 회녹색~황갈색을 띠고 길이 3~7.5cm가 된다. 실편에는 돌기 (실편 가운데 끝부분에 있는 돌기) 작은 가시돌기가 있는 평평한 피라미드형의 비후부 (肥厚部, 실편의 바깥부분)가 있다. 씨앗은 검정빛을 띠고, 길이 3~5mm이고, 담갈색을 띠는 길이 12~20mm의 날개가 달려 있어 꽃가루받이가 끝난 지 22~24개월 뒤의 봄에 구과가 열리며 방출된다. 수구화수는 노란빛이며, 때때로 분홍빛을 띠고, 길이 8~12mm이며, 봄 중후반에 꽃가루를 방출한다.

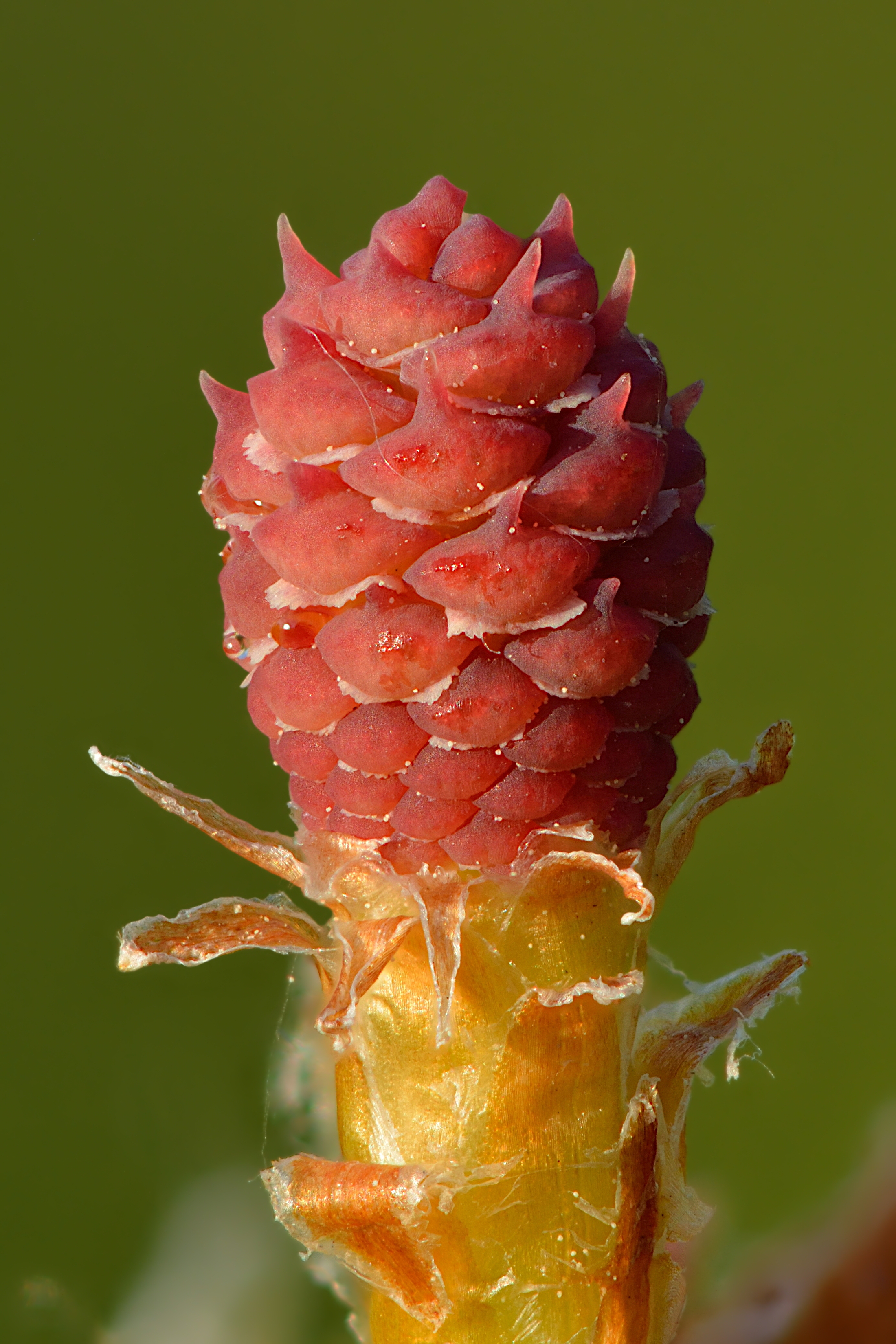
어린 암구화수
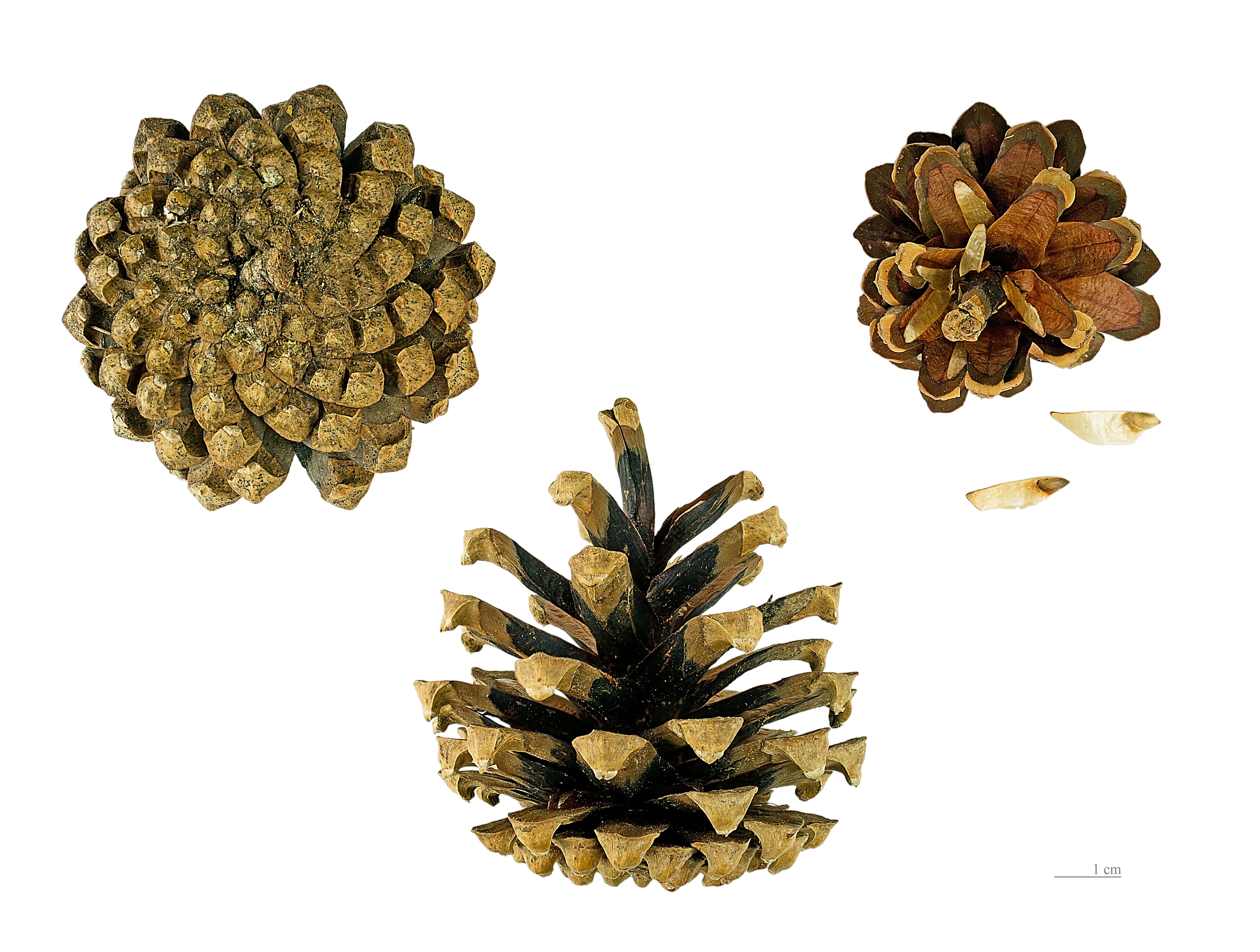
성숙해서 열린 구과와 씨앗
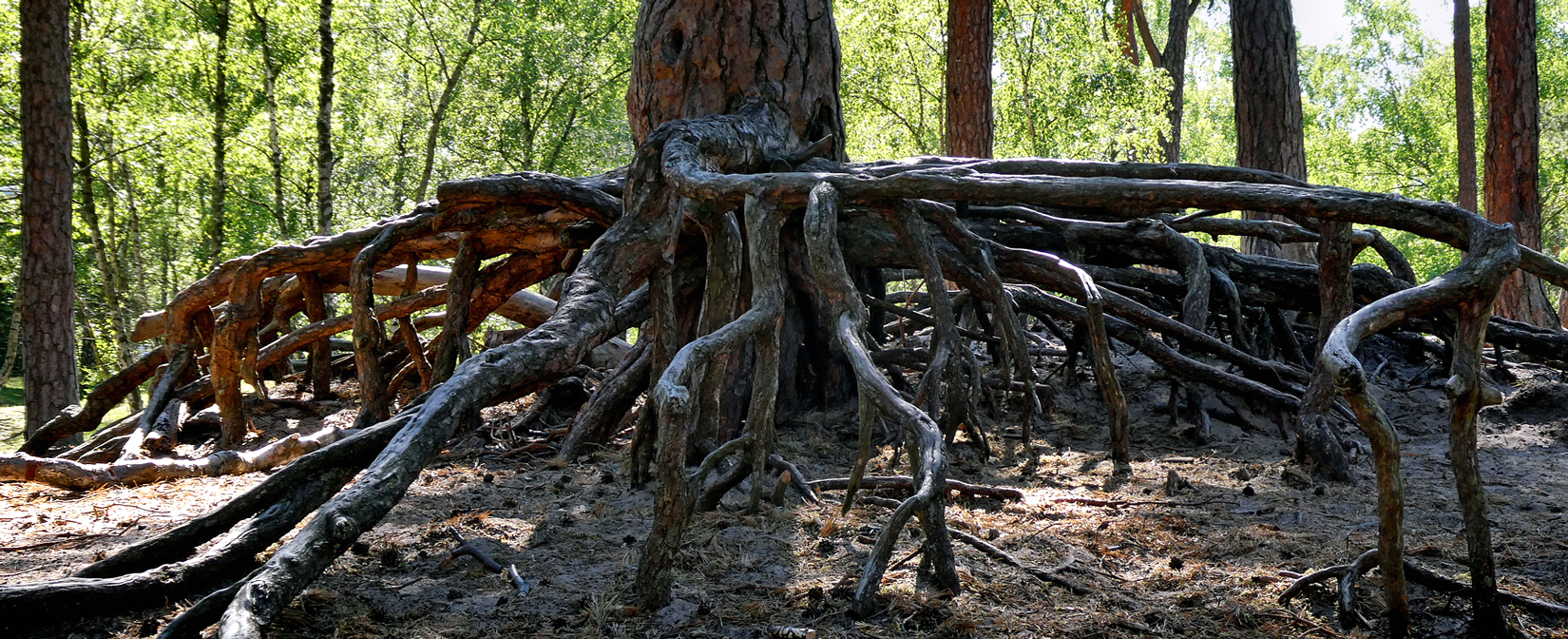
스웨덴 위스타드에 있는 나이 든 구주소나무의 뿌리

## 이름
18세기 전에는 서양에서 이 나무를 종종 '스코틀랜드전나무'(Scots fir 또는 Scotch fir)로 불렀다. 그밖에 덜 쓰이는 향명으로는 '유럽적송'(European redwood)이 있다.
목재 또한 '레드딜'(red deal) 또는 '옐로우딜'(yellow deal)로 불리는데, 과거에 영미권에서 쓰이던 재목의 부피를 측정하는 데에 쓰이던 단위인 '딜'(deal)에서 왔다.

## 서식지와 분포지역
구주소나무는 북유럽 모든 지역에 분포하며, 서유럽~동시베리아, 캅카스 산맥 이남과 아나톨리아, 그리고 페노스칸디아에서 북극권 내의 이북 지역에 이르는 서식 범위를 가지고 있다. 이 분포 범위의 이북에서는, 해수면에서 해발고도 1,000m에 이르는 높이까지 분포해 자라는 반면, 이남 지방에서는 해발고도 1200~2600m 높이에서 자라는 산목이다. 이 분포 범위는 구주소나무의 주요 해충인 소나무좀의 서식지와 겹친다.
구주소나무는 주로 영양분이 적은 사토에 바위 노두가 많으며, 토탄늪 또는 수목 한계선에 가까운 곳에서 주로 발견된다. 비옥한 지역에서는 가문비나무 및 활엽수와 같은 다른 수종들과 경쟁하지 않는다.

## 생태
순수림을 형성하거나 독일가문비나무, 두송, 은자작나무, 유럽마가목, 유럽사시나무 및 다른 경재 수종들과 섞여있다. 중부 및 남유럽에서는 유럽흑송, 무고소나무, 발칸소나무, 스위스소나무을 비롯한 수많은 추가 종들과 함께 자란다. 서식범위의 동쪽에서는 시베리아소나무 및 기타 나무들과 함께 있다.
2020년에 이 중국 북동부에 위치한 네 곳의 나무 농장에 있는 수백 그루의 Pinus sylvestris var. mongolica에서 검은점잎마름병이 발견되었다. 발병 초기에는 바늘잎의 윗부분에 병징이 나타나, 이후에 시들고 점차 연한 검은 반점이 나타나지만 여전히 녹색을 유지했다. 병이 진전되면서 결국 잎은 죽어 회색으로 변하고 검은 반점이 많아졌다. 병원균은 식물병원성 곰팡이로, 형태학 및 분자생물학적 방법에 따라 (스포로카두스과에 속하는) Heterotruncatella spartii로 동정되었다.